# 条件
条件（じょうけん）とは、法律行為の効力の発生・消滅を、将来の発生が不確定な事実にかからせる付款またはその事実である。条件が実現することを条件の成就という。
法律行為の効力の発生・消滅を将来発生するかどうか不確定な事実にかからせる付款またはその事実を条件というのに対し、法律行為の効力の発生・消滅を将来発生することが確実な事実にかからせる付款またはその事実は期限という。ただし、ある付款または事実が条件であるか期限であるか見解が分かれる場合もある（出世払いを参照）。

## 民法上の条件
- 民法は、以下で条数のみ記載する。

### 条件の種類

#### 停止条件と解除条件
条件には停止条件と解除条件とがある。
- 停止条件

法律行為の効力発生に条件が付されている場合であり、停止条件付法律行為は停止条件が成就した時からその効力を生ずる（127条1項）。例として挙げられるものとしては「大学に合格したら、腕時計を買ってあげる」という約束がある。この場合、「腕時計を買ってあげる」という法律行為が、「大学に合格したら」という仮定の条件によって停止されている、ということになる。
- 解除条件

法律行為の効力消滅に条件が付されている場合であり、解除条件付法律行為は、解除条件が成就した時からその効力を失う（127条2項）。「代金支払いが滞った場合には、買った物を返還する」という場合、「代金支払いが滞る」という事実が解除条件である。

#### 積極条件と消極条件
積極的変化を内容とする場合（雪が降ることを条件とする場合など）を積極条件、消極的変化を内容とする場合（雪が降らないことを条件とする場合など）を消極条件というが、この分類には法律上の区別の実益はない。

### 条件の有効性

#### 各種条件の有効性
一定の条件が付された場合について、民法は法律行為につき無条件あるいは無効とする（131条～134条）。
- 既成条件
既成条件とは、客観的に法律行為時において既に確定している条件のことをいう[2]。停止条件のときは、条件とする意味が無いので法律行為は無条件となり、解除条件のときは、すでに法律効果が消滅していることになるから法律行為は無効とされる（131条1項）。また、条件が成就しないことが確定している場合、停止条件のときは、条件が永久に成就せず効力が生じることはないので法律行為は無効となり、解除条件のときは、条件が永久に成就せず効力が消滅することはないので法律行為は無条件となる（131条2項）。なお、131条3項は「前二項に規定する場合において、当事者が条件が成就したこと又は成就しなかったことを知らない間は、第百二十八条及び第百二十九条の規定を準用する」と定めるが、既成条件では有効無効は既に確定済で期待権がない以上、これらの規定の準用余地はなく同項は無意味な規定とされる（通説）[3]。

- 不法条件
不法条件とは、不法な行為を条件とするのは無効とされる（132条）。不法なことをしないことを条件とすることも同様に無効となる[4]。原則的には法律行為全体が無効であるが、例外的に条件部分のみ無効と解すべき場合もある[5]。

- 不能条件
不能条件とは、客観的に成就することがありえない条件のことをいう。条件が成就しないことが確定している場合と同じように、停止条件のときは、条件が永久に成就せず効力が生じることはないので法律行為は無効となり、解除条件のときは、条件が永久に成就せず効力が消滅することはないので法律行為は無条件となる（133条）。

- 随意条件
随意条件とは、単に債務者の意思のみに係る条件をいう。「履行したくなったら履行する」というような場合である。停止条件の場合は、債務者を拘束する内容ではなくなるので、債権として意味が無いので無効とされる（134条）。一方、解除条件の場合は、「期限の定めのない債務」と同様に、条件としての効力が認められる。
なお、講学上、当事者の意思とは全く無関係な事実を内容とする条件は偶成条件、当事者の意思と当事者の意思とは全く無関係な事実とを併せて内容とする条件は混成条件と呼ばれる[6]。

- 法定条件
法定条件とは、法律上要求されている要件がそのまま条件の内容とされている場合をいう[7]。条件に関する規定の類推適用があるものの（最判昭39・10・30民集18巻8号1837頁）、後述の130条の類推適用はない（最判昭36・5・26民集15巻5号1404頁）。

#### 条件に親しまない行為
条件を付すことができない法律行為を「条件に親しまない行為」といい、このような法律行為は全体として無効である。主に身分行為についての公益上の不許可と単独行為についての私益上の不許可がある。
- 公益上の不許可
婚姻、養子縁組、認知、相続の承認、相続放棄など家族法上の行為（身分行為）に条件を付すことは、公序良俗に反することになる場合が多く、また、身分関係を不安定なものにしてしまうため原則として認められない（大判大9・5・28民録26輯773頁）[9][10]。なお、婚姻や離婚などについては確定的意思が必要とされる行為であるために条件を付すことが許されないと理由づけすべきとみる見解もある[4]
- 私益上の不許可
相殺（506条参照）、解除、取消、追認、買戻、選択債権の選択など単独行為に条件を付すと相手方の法的地位を不安定なものにしてしまうため単独行為に条件を付すことは原則としてできない[4]。ただし、相手方を不利な地位に立たせるおそれがない場合（債務の免除など）には、例外的に単独行為に条件を付すことが許容される場合もある。債務者の不履行を停止条件とする意思表示も認められる[4]。相手方の地位を害するものではない場合には許される。遺言につき985条2項参照）[1]。
- 手形行為
画一的な取引の妨げとなるため手形行為には条件を付すことができない（手形法12条1項参照）[9][11]。

### 条件付権利の保護
- 条件の成否未定の間における相手方の利益の侵害の禁止

条件付法律行為の各当事者は、条件の成否が未定である間は、条件が成就した場合にその法律行為から生ずべき相手方の利益を害することができない（128条）。本条違反の行為は不法行為責任を生じるとされるが（通説）、近時、侵害の主体により相手方の侵害によるときは契約責任、第三者の侵害によるときは不法行為責任が成立するとみる学説もある。
- 条件の成否未定の間における権利の処分等

条件の成否が未定である間における当事者の権利義務は、一般の規定に従い、処分し、相続し、若しくは保存し、又はそのために担保を供することができる（129条）。
- 条件の成就の妨害

条件が成就することによって不利益を受ける当事者が故意にその条件の成就を妨げたときは、相手方はその条件が成就したものとみなすことができる（130条1項）。
反対に条件が成就することによって利益を受ける当事者が不正にその条件を成就させたときは、相手方は、その条件が成就しなかったものとみなすことができる（130条2項）。判例は、当事者が故意に条件を成就させたときは、130条の類推適用により、相手方はその条件が成就しなかったものとみなすことができるとしていた（最判平6・5・31民集48巻4号1029頁）。130条2項は2017年改正の民法（2020年4月1日法律施行）で判例法理を明文化したものである。

## 行政法上の条件
行政法上の条件とは行政行為の効果を将来発生することの不確実な事実にかからしめる意思表示をいう。